# Sauer 1913

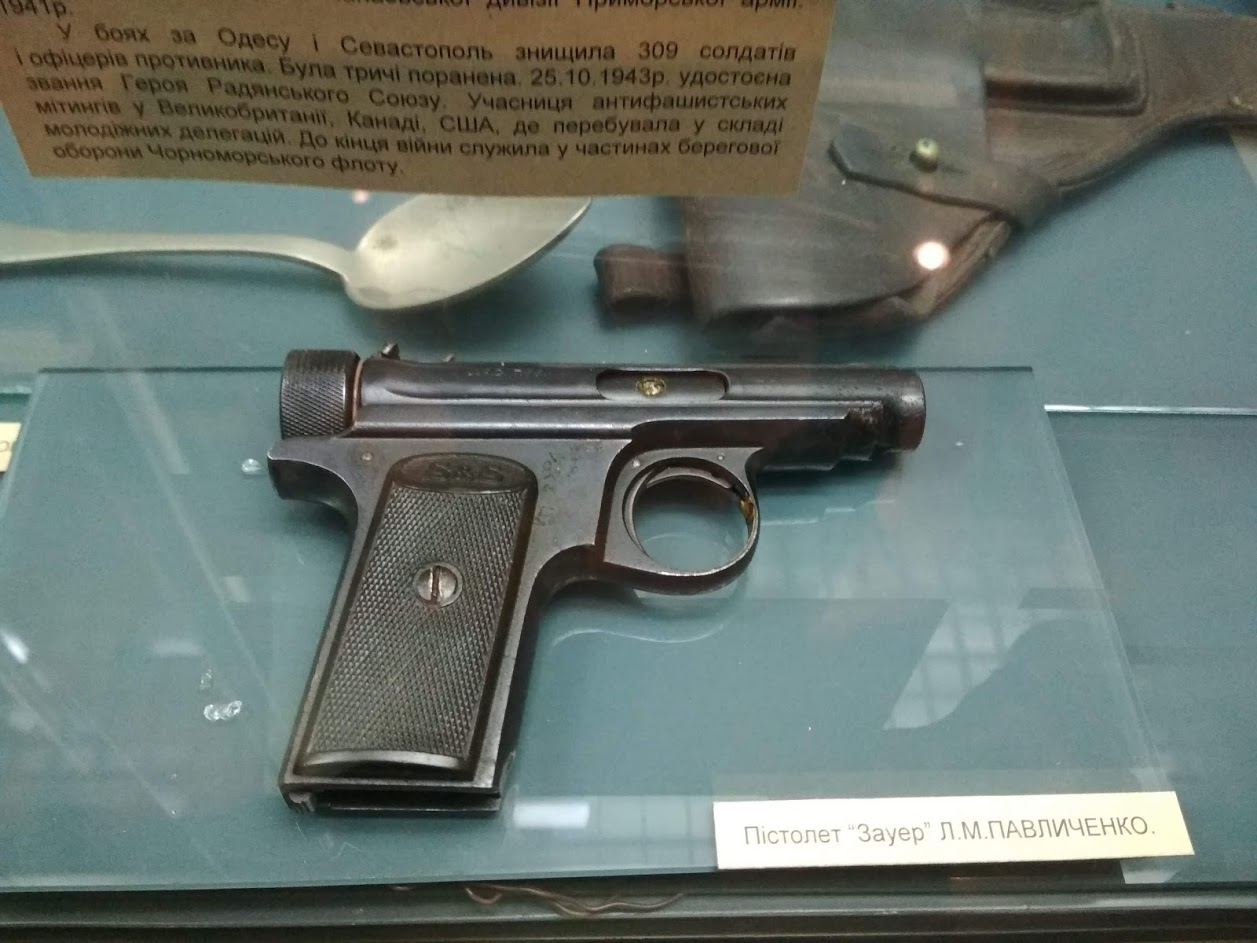
Sauer M13

Le Sauer & Sohn M13 est un pistolet allemand a usage policier et défensif. Il fut produit de 1913 à 1930 et fut remplacé par le Sauer M30. Ces deux armes de poing ont été utilisées par les officiers allemands durant les deux conflits mondiaux.

## Présentation
Sa construction est classique (l’arme est bronzée). Sa platine est à simple action. Il fonctionne avec une culasse cylindrique non calée et un percuteur à talon retenu par la gâchette. Son canon est solidaire de la carcasse et il sert de guide au ressort récupérateur. Les organes de visée sont fixes. Le levier de sécurité est placé à gauche au-dessus de la détente. Il fut exporté sous le nom de M26.

### Données numériques
- Munition : 7,65 Browning
- Longueur : 14,9 cm
- Canon : 7,6 cm
- Masse du pistolet vide : 620 g
- Chargeur : 7 cartouches

## Sources
Cette notice est issue de la lecture des monographies et des revues spécialisées de langue française suivantes :
- Cibles (Fr)
- AMI (B, disparue en 1988)
- Gazette des Armes (Fr)
- Action Guns  (Fr)
- R. Caranta, Sig-Sauer. Une Épopée technologique européenne, Crépin-Leblond, 2003
- J. Huon, Les Armes allemandes (1870-1945), Cépaduès, 1993.